# Francisco Pizarro
Francisco Pizarro González (1471 vagy 1476 – 1541. június 26.) spanyol konkvisztádor, az Inka Birodalom meghódítója. A törvénytelen születésű Pizarro Itáliában katonáskodott, majd Amerikában próbált szerencsét. Részt vett Vasco Núñez de Balboa panamai expedíciójában, amikor először érték el a Csendes-óceánt. Két sikertelen expedíciót vezetett Dél-Amerika északnyugati partjaira, ahol tudomást szerzett az Inka Birodalom létezéséről. Maroknyi (mintegy 200 fős) csapatával foglyul ejtette Atahualpa inka uralkodót, seregét pedig megfutamította. Bár Atahualpa egy szobát megtöltött arannyal szabadulása fejében, Pizarro kivégeztette. Peru meghódítása után Károly király annak kormányzójává nevezte ki. 1541-ben korábbi társának fia, Diego de Almagro a palotájában társaival rátört és meggyilkolta.

## Ifjúsága
Pizarro valamikor az 1470-es években született a mai Extremadura autonóm közösségben fekvő Trujillo városkában, Gonzalo Pizarro Rodríguez de Aguilar (1446–1522) és Francisca González Mateos törvénytelen gyermekeként. Apja gyalogsági ezredes volt, aki Navarrában és az itáliai hadjáratokban szolgált Gonzalo Fernández de Córdoba herceg parancsnoksága alatt. A "Hosszú" vagy "Félszemű" mellékneveket viselő apja soha nem ismerte el Franciscót fiának. Anyja egy helybeli szegény lány volt, aki később férjhez ment és házasságából származó fia, Francisco Martín de Alcántara később Pizarro (vagyis féltestvére) társa volt a perui expedíció során. Francisco apja révén rokonságban állt az azték birodalmat meghódító Hernán Cortés-zel. Szűkös körülmények között nőtt fel, gyerekként disznókat őrzött és nem kapott iskoláztatást, élete végéig írástudatlan maradt. Fiatalon katonának állt és Itáliában harcolt, majd 1502-ben, miután még mindig szegényen visszatért Spanyolországba, úgy döntött, hogy az Újvilágban próbál szerencsét és Hispaniolába hajózott. 1509-ben csatlakozott Alonso de Ojeda expedíciójához, aki a mai Kolumbia partjainál az Urabá-öbölben próbált kolóniát létesíteni. Az út balul sült el, a harcias indiánok magát Ojedát is megsebesítették, aki visszatért Hispaniolába és Pizarróra bízta a csapat maradékát, amíg a kolóniát végképp fel nem számolták.

## Panama
1513-ban Pizarro részt vett Vasco Núñez de Balboa expedíciójában, amikor az átkelt a Panamai-földszoroson és elérte a Csendes-óceánt. A következő évben Pedrarias Dávila lett a Panamát és a környező közép-amerikai partokat magába foglaló Castilla de Oro kormányzója. Pizarro Dávila közeli barátja lett, aki indián jobbágyokat, valamint marhacsordákat utalt ki a számára. Amikor a kormányzó bizalma megingott Balboában, Pizarrót küldte, hogy tartóztassa le és vezesse a bíróság elé. Balboát 1519 januárjában lefejezték. Pizarrót hűségének jutalmául kinevezték az akkor alapított Panamaváros tanácsának vezetőjévé (alcalde). Ezt a pozíciót 1523-ig töltötte be.

## Dél-amerikai expedíciói
Dél-Amerika nyugati részére először Pascual de Andagoya vezetett felderítő utat 1522-ben. Ekkor találkozott néhány indiánnal, akik elmondták neki, hogy ők egy Pirú folyó (ez torzult később Perura) mentén elterülő, aranyban gazdag országból, Virúból jöttek. Andagoya a San Juan folyóig jutott (ma Ecuador és Kolumbia határán), de akkor megbetegedett és visszatért Panamába. Pizarro figyelmét felkeltették a hírei; ekkoriban a kalandorok mind Hernán Cortést irigyelték, aki hatalmas kincseket zsákmányolt az Azték Birodalomban. 

### Első útja
1524-ben Pizarro társult két másik panamai spanyollal (egyik a pap Hernando de Luque, másik a katona Diego de Almagro volt), hogy expedíciót indítanak délre és az esetleges zsákmányt egyenlően elosztják egymás között. Pizarro volt a társaság katonai parancsnoka, Almagro adta a fegyvereket és élelmiszert, Luque pedig a pénzügyeket és a további ellátmányt intézte. Novemberben el is indultak kb. 80 emberrel és 40 lóval. Almagro hátramaradt, hogy több embert és felszerelést szedjen össze és később csatlakozott Pizarróékhoz. Az utat Dávila kormányzó is támogatta. Pizarro első útja azonban rosszul sikerült, a Dél-Amerika csendes-óceáni oldalán délnek induló hajói viharos időjárással, élelmiszerhiánnyal és ellenséges bennszülöttekkel küzdöttek. Az általuk adott helynevek is tükrözték lelkiállapotukat: Puerto Deseado (Vágyott kikötő), Puerto del Hambre (Éhség-kikötő) és Punta Quemada (Égett-kikötő). Utóbbi helyen a spanyolok elfoglaltak egy indián falut, ahonnan a lakók elmenekültek, de később visszatértek és nyílzáporral elkergették Pizarróékat, akik közül öten meghaltak. A Pizarrót követő Almagro felgyújtotta a falut, de közben nyíllal kilőtték a fél szemét. A spanyolok nem jutottak délebbre a mai kolumbiai partvidéknél és végül visszatértek Panamába.

### Második útja
Két évvel az első, sikertelen út után Pizarro, Almagro és Luque a kormányzó engedélyével újabb expedíció szervezésébe fogott. Dávila, aki maga északra, Nicaragua felé indult felderíteni, némileg vonakodva adta engedélyét, nem bízott már Pizarro képességeiben; végül azonban hozzájárult. Ekkor, 1526-ban új kormányzó is érkezett, Pedro de los Ríos, aki szintén áldását adta az útra (néhány évvel később maga is Peruba költözött). 1526. március 10-én Pizarro két hajóval, 160 emberrel és néhány lóval útnak indult. A kolumbiai San Juan-folyónál partra szálltak: Pizarro a csapat egy részével ott maradt és felderítette a mocsaras partvidéket, Almagro pedig visszament Panamába erősítésért. Pizarro fő felderítője (piloto mayor), Bartolomé Ruiz továbbhajózott dél felé és miután átkelt az Egyenlítőn, elfogott egy vitorlás balsafatutajt. A tutaj indián legénysége Tumbes vidékéről jött és a spanyolok meglepetésére a textileken és cserépedényeken kívül arany- és ezüsttárgyakat és smaragdokat találtak náluk. Ruiz néhány indiánt magával vitt, hogy tolmácsaik legyenek, majd visszafordult északra, Pizarro táborába. A parancsnok emberei ekkorra már teljesen kimerültek a nehéz terepen végzett felderítő utaktól. Hamarosan Almagro is megérkezett készletekkel megrakott hajóval és legalább 80 újabb emberrel, akik nem sokkal korábban érkeztek Spanyolországból Panamába. A Ruiz elbeszélésétől fellelkesült konkvisztádorok délnek indultak hajókkal és bár erős szelek és ellenáramlatok hátráltatták őket, eljutottak az ecuadori parton fekvő Atacamesig. Itt nagy létszámú indián törzsre bukkantak, amely nem rég került az inkák fennhatósága alá, de olyan harciasnak mutatkoztak, hogy a spanyolok jobbnak látták, ha nem szállnak partra.

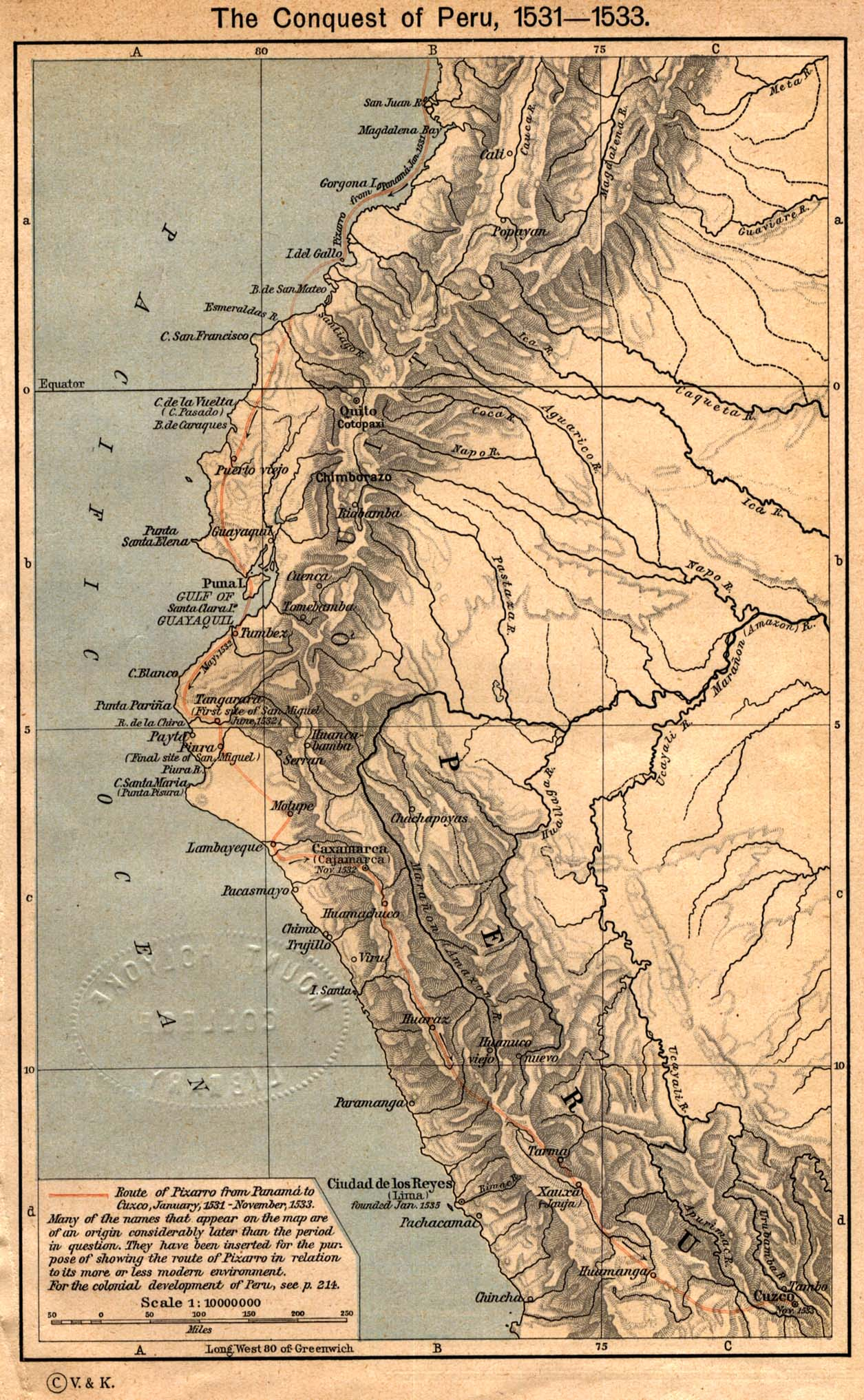
Francisco Pizarro útja Peru meghódításakor (1531–1533)

Pizarro és Almagro némi civakodás után úgy döntött, hogy az előbbi biztonságos helyen, Isla de Gallón helyben marad, míg a másik visszahajózik Panamába újabb emberekért, ezúttal a megtalált arany és a sűrűn lakott földek ígéretével. Az új panamai kormányzó, Pedro de los Ríos azonban közben megtudta Pizarro korábbi expedíciójának viszontagságait és megtiltotta, hogy Almagro újabb készleteket szerezzen. Ezenkívül elküldött két hajót, hogy azonnal hozzák vissza a hátrahagyott Pizarrót és társait Panamába. Amikor ezek megérkeztek a szigetre, Pizarro egy vonalat húzott a homokba és így szólt: "Itt fekszik Peru minden kincsével; itt pedig Panama a nyomorúságával. Minden ember válasszon, hogy melyik illik jobban egy bátor kasztíliaihoz. Részemről délnek megyek."
Csak tizenhárman döntöttek úgy, hogy Pizarróval maradnak, később ők lettek a híres tizenhármak (Los trece de la fama), a többiek viszont inkább visszamentek. Ruiz is velük tartott, hogy Panamában Almagróval és Luquével próbáljon utánpótlást szerezni és később folytathassák az utat. Miután a hajók távoztak, Pizarro és emberei összeácsoltak egy bárkát, amivel átkeltek a 25 legua-val északabbra fekvő La Isla Gorgoná-ra, ahol hét hónapig vártak Almagróra és az utánpótlásra.
Almagrónak végül sikerült rábeszélnie a kormányzót, hogy a rendelkezésére bocsásson egy hajót, de azzal a feltétellel, hogy fél éven belül vissza kell hoznia Pizarrót és utána fel kell hagyniuk az expedíciózással. Almagro és Luque kihasználták a lehetőséget és újabb emberek toborzása nélkül lehajóztak La Isla Gorgoná-ra, ahol úgy döntöttek, hogy dél felé folytatják útjukat. 1528 áprilisában végre elérték Peru partjait a mai Tumbes megyében. A helybeliek kedvesen fogadták őket és ellátták őket élelmiszerrel. Két spanyol körbekémlelt és a törzsfőnök házában arany és ezüst díszítéseket láttak, valamint ekkor találkoztak az európaiak először a lámával, amit Pizarro "kis tevének" hívott. Az őslakosok a Nap gyermekeinek nevezték a spanyolokat fehér bőrük és csillogó vértjük miatt. Pizarro a helyiektől megtudta, hogy ők egy hatalmas uralkodó alattvalói aki délen lakik; így már biztos volt benne, hogy létezik a dúsgazdag birodalom, amely csak arra vár, hogy a konkvisztádorok meghódítsák. Hajójukkal még tettek egy kisebb felderítő utat délnek, aztán visszatértek Panamába, hogy egy nagyobb csapatot toborozzanak a feladathoz. Két spanyol Tumbesben maradt, hogy megtanulja a nyelvet és a szokásokat; Pizarro pedig magával vitt két fiút hogy megtanuljanak spanyolul és tolmácsolhassanak nekik. Egyiküket Felipillo (ő lett később Pizarro legfőbb tolmácsa és tanácsadója, mint La Malinche Cortés esetében), a másikat Martinillo névre keresztelték.
Másfél évnyi távollét után Pizarro visszatért Panamába, de a kormányzó kategorikusan megtiltott minden déli expedíciót, ezért a társaság úgy döntött, hogy Pizarro forduljon egyenesen a királyhoz és hajózzon Spanyolországba. A konkvisztádor 1528 tavaszán indult Európába és néhány indiánt, lámát, ezenkívül ruhákat, ezüstöt és aranyat vitt magával. A nyár elején érkezett Sevillába és Toledóba utazott, Károly spanyol király és német-római császár elé. A király megígérte, hogy támogatni fogja expedícióját a Pizarro által aranyban és ezüstben rendkívül gazdagnak leírt területre. 1529. július 6-án Izabella királyné Károly távollétében aláírta a Capitulación de Toledo okiratot, amely feljogosította Pizarrót Peru meghódítására és kinevezte az újonnan felfedezendő tengerpart és a 200 leguára kiterjedő terület kormányzójává és főkapitányává. Az okmány Pizarro addig egyenrangú társait másodlagossá fokozta le, az Almagróval való későbbi viszálynak ez volt az alapja. A kinevezés egyik feltétele az volt, hogy hat hónapon belül legalább 250 fős sereget kellett összeállítania, amelyből 100 jöhetett a gyarmatokról.
Francisco Pizarro hazalátogatott szülővárosába, Trujillóba és rábeszélte apai féltestvéreit, Hernando, Juan és Gonzalo Pizarrót; anyai féltestvérét, Francisco Martin de Alcantarát, valamint azok barátait, hogy csatlakozzanak hozzá. A következő év elejére három hajót, 180 embert és 27 lovat sikerült összegyűjtenie. Mivel ezzel nem érte el az oklevél feltételeit, 1530 januárjában a Kanári-szigetekre hajózott toborozni; itt csatlakozott hozzá később a távollétében Hernando Pizarro által vezetett csapat és a másik két hajó. Átkeltek az óceánon és 1530. december 27-én elindult Panamából Pizarro harmadik expedíciója Peru meghódítására.

### Peru meghódítása

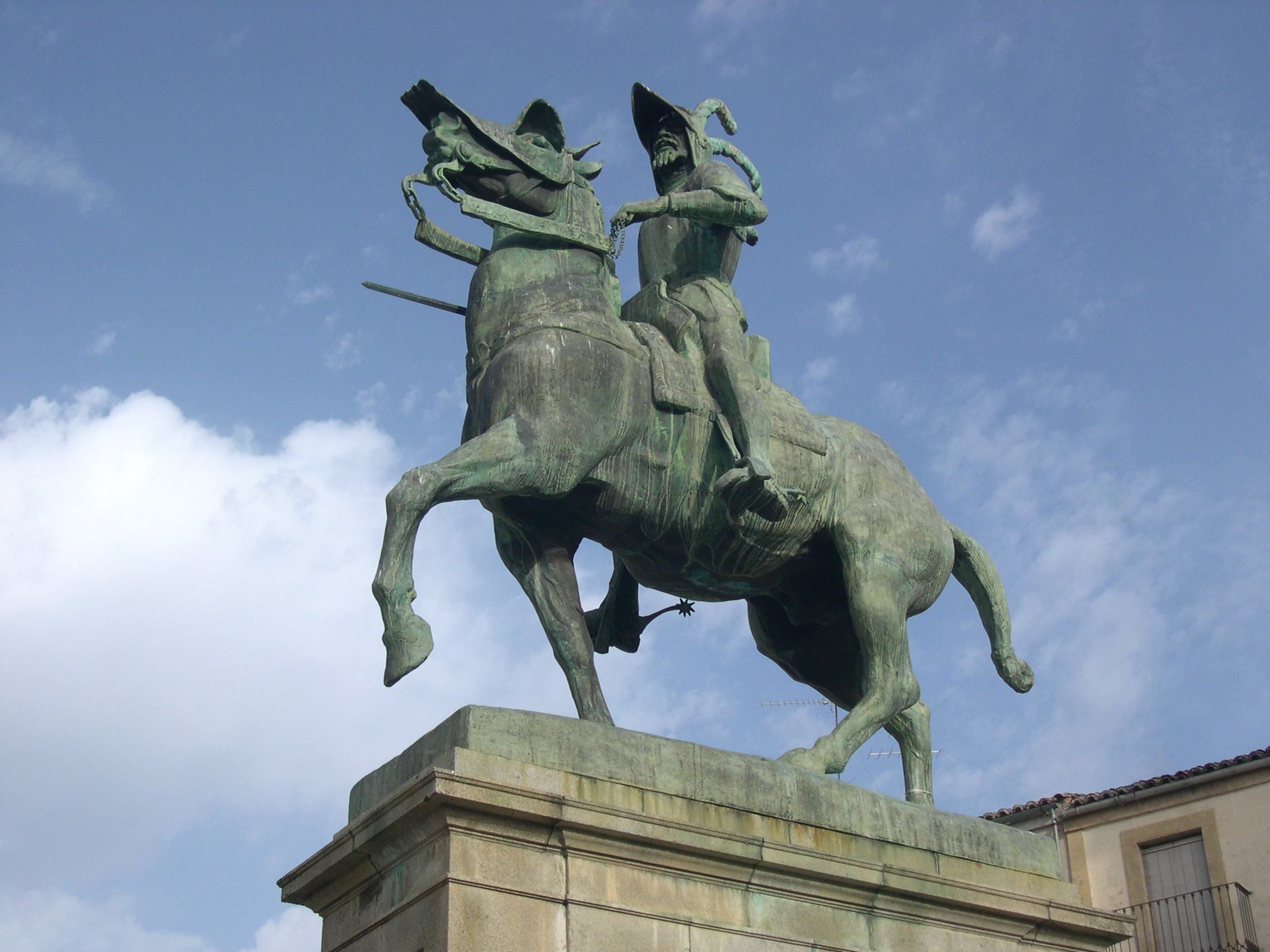
Pizarro szobra szülővárosában

1531 elején Pizarro ismét partra szállt Ecuador Coaque régiójában, ahol némi aranyat, ezüstöt és smaragdot szedett össze és visszaküldte Almagrónak, aki még Panamában újabb katonákat gyűjtött. Áprilisban Puná szigetén a harcias őslakosok három vagy négy emberét megölték. Egy évbe telt mire megérkezett az erősítés, Hernando de Soto és még száz másik önkéntes csatlakozott a főerőkhöz. Pizarro ezután partra szállt a korábban már meglátogatott Tumbesben, de a korábbi települést lakatlanul, elpusztítva találták. A korábban ott hagyott két spanyol eltűnt. A helyi törzsfőnökök elmondták, hogy a Puná-lakók rombolták le a falut. A spanyolok megindultak délnek, a szárazföld belseje felé. 1532 augusztusában a Chira folyó partján Pizarro 50 embert hátrahagyott, hogy a visszautat biztosítsák, ők alapították meg Peru első spanyol települését, Piurát. Innen a főcsapat szeptember 24-én ment tovább. Miután megérkeztek Zaranba, a parancsnok kiküldte Hernando de Sotót, hogy derítse fel Caxas erődjét. De Soto egy hét múlva tért vissza és magával hozta az uralkodó, Atahualpa követét, aki ajándékokat hozott és meghívta a spanyolokat, hogy látogassák meg az Inka táborát.
Az Inka Birodalomban ekkor polgárháború dúlt. Miután Huayna Capac betegségben (talán az európaiak által behurcolt himlőben) meghalt, fiai, Atahualpa és Huáscar örökölték az országot. Ők azonban hamarosan viszálykodni kezdtek és 1532 áprilisára Atahualpa kerekedett felül, vezérei elfogták és megölték vetélytársát. Az uralkodó a Cajamarca mellett, a ma Inka fürdő néven hőforrásoknál táborozott. Pizarro és csapata 1532. november 15-én ért oda. A spanyol csapat 110 gyalogosból és 67 lovasból állt; ezenkívül volt három muskétájuk és két kis ágyújuk. Hernando Pizarro és Hernando de Soto követségbe ment Atahualpához, aki beleegyezett, hogy másnap találkozik Pizarróval Cajamarca erődjének terén. Az inka uralkodó 50 ezres serege a település körül táborozott és közülük hatezren kísérték el a találkozóra. November 16-án a megérkező Atahualpát Vincente de Valverde domonkos szerzetes felszólította, hogy térjen át az igaz hitre és fizessen adót Károly császárnak. Az uralkodó ezt megtagadta, egyes források szerint a földre dobta a neki átnyújtott Bibliát, mert a spanyolok udvariatlanul kiöntötték a nekik átnyújtott ceremoniális kukoricasört. 

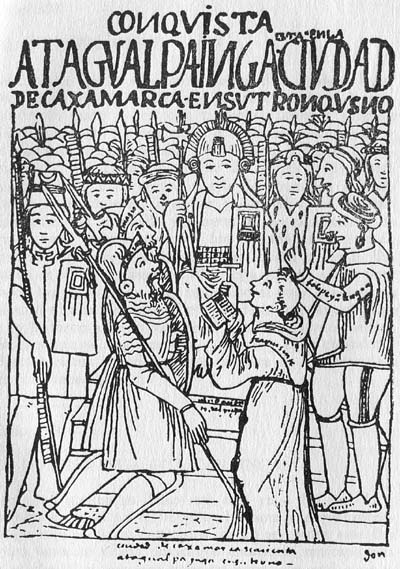
Pizarro és Atahualpa találkozója (17. századi rajz)

A lesben álló spanyol katonák erre támadásba lendültek. Ágyúikkal és muskétáikkal a tömegben álló indiánokra lőttek és a lovasok rájuk rontottak. A lovakra a nagyobb hatás kedvéért csengőket is akasztottak. A rémült indiánok alig fejtettek ki ellenállást és a spanyolok szinte valamennyiüket lemészárolták. Atahualpát testükkel védték és karddal kellett levágni a kezüket, hogy elengedjék az uralkodó hordszékét. Atahualpa fogságba esett. Szabadulásért cserébe megígérte, hogy megtölt egy 5x7 méteres szobát arannyal, két másikat pedig ezüsttel. Bár ígéretét teljesítette, Pizarro nem engedte szabadon. 1533 februárjában megérkezett Almagro is 150 katonával és 50 lóval.
Pizarro végül úgy döntött, hogy kivégezteti az inka uralkodót. Formális perben tizenkét vádponttal illették, többek között testvére megöletésével és a spanyolok elleni összeesküvéssel. Máglyahalálra ítélték, de mivel hajlandó volt halála előtt megkeresztelkedni, végül kötéllel fojtották meg 1533. augusztus 29-én. Károly császár később azt írta levelében a konkvisztádornak, hogy "elégedetlenek voltunk Atahualpa halála miatt, mivel ő király volt, és különösen azért, mert kivégzése az igazságosság nevében történt".
Pizarro ezután 500 katonával az inkák fővárosába, Cuzcóba indult, amit november 15-én elfoglalt és ezzel gyakorlatilag befejezte az ország meghódítását. A városról így írt a császárnak: "Ez a város a legnagyobb és a legszebb amit valaha láttam ebben az országban vagy bárhol az Indiákon... Biztosíthatjuk Felségedet hogy olyan szép és olyan pompás épületei vannak, hogy még Spanyolországban is figyelemre méltó lenne."
1534 áprilisában Jauját tették meg Peru új fővárosának, de túlságosan magasan volt a hegyekben és túl messze a tengertől, ezért Pizarro 1535. január 18-án a tengerparton megalapította Limát.
Miután Almagro leverte az indiánok utolsó ellenállási próbálkozását is, összekülönbözött Pizarróval a zsákmány elosztásán. A császár Új-Toledó kormányzóságot Almagrónak, Új-Kasztíliát pedig Pizarrónak adományozta, de a határvonalban nem tudtak megegyezni és mindkettő magának akarta Cuzcót. A vita a fegyveres összecsapásik mérgesedett és a Pizarro fivérek az 1538-as Las Salinas-i csata után elfogták és kivégezték Almagrót. Fiától, akit szintén Diegónak hívtak, minden birtokát és vagyonát elkobozták.

## Halála

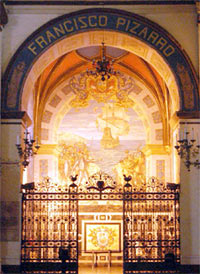
Pizarro síremléke Lima katedrálisában

1541. június 26-án az ifjú Diego Almagro és 20 társa megrohanta Pizarro limai palotáját és meggyilkolták a kormányzót. A vendégei többsége elmenekült, de néhányan megpróbálták megvédeni őt. Pizarro két támadóját megölte, egyet pedig feldöntött, de amíg megpróbálta kardját kihúzni egyikükből, torkon szúrták és a földre zuhant, ahol még több döfés érte. Utolsó erejével saját vérével keresztet rajzolt a padlóra és Krisztushoz fohászkodott. Almagro ezután kényszerítette a tanácsot, hogy őt nevezzék ki kormányzónak, de a következő évben elfogták és kivégezték.
Francisco Pizarro testét a limai katedrális udvarában temették el. Később exhumálták és fejét és testét külön helyezték el a templom padlója alatt. 1892-ben, miközben Amerika felfedezésének 400 éves évfordulójára készültek, felfedeztek egy csontvázat, amit Pizarro maradványainak véltek és egy üvegkoporsóban kiállították. 1977-ben azonban munkások a katedrális alapzatának egy üregében egy ólomdobozt találtak, a következő felirattal "Itt van Don Francisco Pizarro Demarkes feje, azé a Don Francisco Pizarróé, aki felfedezte Perut és azt Kasztília koronájának ajándékozta". A törvényszéki orvostani vizsgálat megállapította, hogy az ólomdobozban talált koponya (amelyen több kardvágás nyoma látszott) hasonlít a konkvisztádor korabeli ábrázolásaihoz.

## Családja
Francisco Pizarro két perui hercegnőt is az ágyasává tett. Egyikük Inés Huaylas Yupanqui (eredetileg Quispe Sisa) volt, akit 1537-ben feleségül adtak Francisco de Ampueróhoz. Pizarrotól született gyermekei: 
- Francisca (1534). 1552-ben, 18 évesen férjhez ment az akkor 49 éves Hernando Pizarróhoz. Férje 1578-as halála után Pedro Arias Portocarrero felesége lett
- Gonzalo Pizarro Yupanqui (1535) gyermekként meghalt

Pizarro a cajamarcai csata után foglyul ejtette Atahualpa főfeleségét, a tizenhárom éves Cuxirimay Ocllo Yupanquit. Őt Cuzcóba vitték és Angelina névre megkeresztelték. Ő is Pizarro ágyasa volt, két fiút szült neki: 
- Francisco (1537) 1551-ben a király Spanyolországba rendelte, 1557-ben húszévesen meghalt.
- Juan (†1543)

## Szépirodalmi feldolgozások
- Amerika fölfedezése. Mulatságos olvasó könyv gyermekek és ifjak számára, 1-3. / Kolumbus / Kortez / Pizarro; Heinrich Joachim Campe után Peregriny Elek; Schmid Ny., Pozsony, 1836–1837
- Markó Ferenc: Amerika felfedezése és meghódítása. Kolombus Kristóf, Cortez Ferdinánd, Pizarro Ferenc. Az ifjúság számára; Ifj. Nagel, Bp., 1890
- Manuel José Quintana: Francisco Pizarro; ford. Lengyel Péter; Európa, Bp., 1962
- Hunyady József: A napisten fiai. Történelmi regény; Móra, Bp., 1969

## Fordítás
- Ez a szócikk részben vagy egészben  a   Francisco Pizarro című angol Wikipédia-szócikk ezen változatának fordításán alapul.  Az eredeti cikk szerkesztőit annak laptörténete sorolja fel. Ez a jelzés csupán a megfogalmazás eredetét és a szerzői jogokat jelzi, nem szolgál a cikkben szereplő információk forrásmegjelöléseként.
- Ez a szócikk részben vagy egészben  a(z)   Писарро, Франсиско című orosz Wikipédia-szócikk ezen változatának fordításán alapul.  Az eredeti cikk szerkesztőit annak laptörténete sorolja fel. Ez a jelzés csupán a megfogalmazás eredetét és a szerzői jogokat jelzi, nem szolgál a cikkben szereplő információk forrásmegjelöléseként.